# Jacques Abraham
Jacques Abraham (1616, Tours - 3 octobre 1679, Paris), est un avocat et jurisconsulte français.

## Biographie
Jacques Abraham est d'une famille tourangelle de négociants, dont plusieurs membres occupèrent des charges dans les finances royales.
Après avoir suivi son droit à Paris, il est reçu avocat dans la même ville le 23 novembre 1643, profession dans laquelle il se distingue et eu une grande réputation. Il était spécialisé dans les affaires commerciales. Il inspira Martin Husson dans la rédaction de son ouvrage De advocato (1666). 
Il est sollicité pour des conseils par ses confrères qui participent à la commission de préparation du Code marchand  de 1673. Il ne fut jamais marié et ne laissa pas de descendance.

## Publications
- Défense de la vérité de Jean Maillard contre les impostures de Marie de La Tour (1672)

## Sources
- Étienne François Drouet, Le grand dictionnaire historique, ou le melange curieux de l'histoire sacree et profane, 1759
- Louis Moreri, Le grand dictionnaire historique ou Le melange curieux de l'Histoire sacrée et profane, 1759
- Jean-Louis Chalmel, Histoire de Touraine: depuis la conquête des Gaules par les Romains, jusqu'à l'année 1790,  1841
- Jean-Louis Chalmel, Dictionnaire biographique de tous les hommes célèbres nés dans cette province,  1828
- Jean-Louis Chalmel, Histoire de Touraine jusqu'à l'année 1790, Volume 4, 1828
- Mémoires de la Société archéologique de Touraine, 1878
- Catherine E. Holmès, L'Éloquence judiciaire de 1620 à 1660: reflet des problèmes sociaux, religieux et politiques de l'époque, 1967
- Joachim Antoine Joseph Gaudry, Histoire du barreau de Paris depuis son origine jusqu'à 1830, Volume 2, 1864
- Loïc Damiani, Les avocats parisiens de l'époque mazarine, thèse de doctorat d'histoire, université Paris IV-Sorbonne, 2004.